# 달수의 홀로 아리랑
《달수의 홀로 아리랑》은 MBC에서 1997년 9월 8일부터 1997년 9월 9일까지에 방영된 월화 드라마이다. 세상살이가 힘들고 고단하기만 한 서민을 대표하는 달수를 통해 이리저리 치여도 울분을 참아가며 어떻게든 살기 위해 안간힘을 쓰는 서민의 모습을 풍자적으로 그려내고 있다. 1995년 《베스트극장》의 한 에피소드인 〈달수의 재판〉으로 시작된 《달수 시리즈》의 여섯 번째 작품이다.

## 줄거리
노인 문제와 샐러리맨의 불안한 미래. 만년대리 셀러리맨 달수는 난데없이 근무평가에 영어 성적을 반영한다는 공고문을 보게 되고 위기감을 느낀 달수는 새벽반 영어학원을 등록하며 열심히 공부한다. 한편, 고교통창인 윤수가 교통사고로 숨진 뒤 그의 노부모는 산동네에서 힘들게 살아가고 있다. 친구 형기가 전화해서 윤수의 부모님을 찾아뵙자며 하여 찾아갔는데 마음이 편치 않다.

## 등장 인물
- 강남길 : 달수 역
- 임예진 : 달수의 아내 역
- 이낙훈
- 김영옥
- 변희봉
- 윤여정 : 달수의 어머니 역
- 조형기
- 송도순
- 현석
- 박광남
- 이은철
- 정태섭
- 이계인
- 김호영
- 유춘
- 최한호
- 김영석
- 남성진
- 윤예희 : 달수의 동생 달자 역
- 최범호
- 방양희
- 한성원
- 손영준
- 홍영주
- 김민우 (아역)

## 참고 사항
- 대선 후보 TV 토론회로 인해 《영웅반란》의 후속작인 《예감》가 초반부터 맥이 끊기는 것을 방지하기 위해 뒤로 미루며 공백을 베스트극장으로 제작된 《달수의 홀로 아리랑》을 월화 드라마로 긴급 편성하였다.[2]